# Nasrollah Entezam
Nasrollah Entezam (en persa: نصرالله انتظام‎; Teherán, 16 de febrero de 1900-ibidem, 19 de diciembre de 1980) fue un diplomático iraní, que se desempeñó como representante permanente de Irán ante las Naciones Unidas y presidente de la Asamblea General de las Naciones Unidas en la decimoquinta sesión.

## Biografía
Estudió en la Universidad Técnica de Berlín, y ciencias políticas en la Universidad de París. Comenzó su carrera cuando se unió al servicio exterior iraní.
Entre 1926 y 1929, fue secretario de las misiones diplomáticas iraníes en Francia, Polonia y Reino Unido. Representó a Irán en la Conferencia Económica de Londres en 1933 y en la Sociedad de las Naciones. Durante la disputa de Anglo-Persian Oil Company de 1932 a 1933, fue secretario de la delegación iraní y acompañó a Ali-Akbar Davar y Hosain Ala a Ginebra para presentar el caso iraní en la Sociedad de las Naciones.
Fue encargado de negocios en Suiza entre 1934 y 1938. Luego fue director del Departamento Político del Ministerio de Relaciones Exteriores y en 1942, fue nombrado maestro de ceremonias en el Palacio de Golestán, y al año siguiente fue nombrado ministro de Salud Pública. Posteriormente, ocupó sucesivamente la titularidad de los ministerios de Correos y Telégrafos, de Comunicaciones y de Asuntos Exteriores (1944-1945).
Fue representante iraní en la Conferencia de San Francisco en 1945 y en el primer período de sesiones de la Asamblea General de las Naciones Unidas. Ya como representante permanente de Irán ante la ONU desde 1947, integró el Comité Especial de las Naciones Unidas sobre Palestina, el Cuarto Comité de Administración Fiduciaria y el Comité Especial de Métodos y Procedimientos como presidente. En el cuarto período de sesiones, se desempeñó como presidente del Comité Político Ad hoc de la Asamblea General.
En 1950, al inicio de la decimoquinta sesión de la Asamblea General, fue elegido presidente de la misma. Entre 1950 y 1952, y de 1953 a 1955, fue embajador en los Estados Unidos, y entre febrero de 1958 y abril de 1962 fue embajador en Francia. En julio de 1962 fue designado ministro sin cartera en el gabinete de Asadollah Alam.
Luego del triunfo de la revolución iraní en 1979 fue encarcelado, falleciendo al año siguiente en un hospital militar.